# Norrby, Borås
Norrby är en stadsdel i Borås som ligger i närheten av centrum.

## Demografi
År 2015 hade området 3 735 invånare varav 2378 var antingen utrikes födda eller utländska medborgare. En tredjedel av områdets befolkning var under 18 år. De vanligaste ursprungsländerna för områdets befolkning är Sverige, Somalia, Bosnien-Hercegovina, Jugoslavien, Afghanistan, Libanon, Irak och Finland.

## Utsatt område
Norrby är ett ur socioekonomiskt och brottshänseende särskilt utsatt område enligt Polismyndigheten och klassificerades som sådant år 2017 och behöll klassifikationen i 2019 års rapport. Det andra särskilt utsatta området i Borås är Hässleholmen.
Enligt polis och Borås kommun är det utsatta området Norrby ett parallellsamhälle med stark islamisk påverkan. En del av denna påverkan går ut på att tvinga kvinnor jobba i slöja (hijab) trots att de jobbar i offentlig verksamhet. Området har starka inslag av social kontroll av kvinnor utifrån religion och hederskultur.
År 2019 räknades fyra kriminella nätverk som baserades på vänskap, släktskap, religiös sammanhållning och etnicitet. Nätverkens påverkan ledde till att områdets invånare inte vågade anmäla brott av rädsla för repressalier.
År 2019 inledde Filip Ahlin, forskare vid Försvarshögskolan, ett forskningsprojekt för att undersöka den salafistiska (konservativ inriktning av islam) och jihadistiska (terror- eller våldsbejakande) miljön i Norrby och andra särskilt utsatta områden.
År 2021 inleddes ett projekt av Borås stad med målet att ta fram "medskapande lägesbilder" som kompletterar polisens bedömningar med fler av de boendes erfarenheter. Projektet görs tillsammans med freds- och konfliktforskaren docent Hans Abrahamsson, Göteborgs universitet.

## Religion
- Borås moské invigdes i juli 2008 och är en avknoppning från Bellevuemoskén i Göteborg. Den har sin verksamhet i kommunägda lokaler i stadsdelen Norrby.[9][10] Moskén utgör den primära anledningen till att somalier söker sig till Norrby.[11]
- Korskyrkan i Borås ligger vid Norrby Långgata.[12]

## Politik

### Riksdagsval 2018
I valet 2018 var Socialdemokraterna det största partiet i valdistrikten Norrby Norra, Södra och Östra med 59,6 procent, 57,7 procent respektive 67,9 procent av rösterna.

## Idrott
Fotbollsklubben Norrby IF är från stadsdelen.